# Smaragdina ferulae
Smaragdina ferulae es una especie de insecto coleóptero de la familia Chrysomelidae.
Fue descrita científicamente en 1839 por Gené.